# Медий (сын Оксифемида)
Медий (др.-греч. Μήδιος или др.-греч. Mήδειoς) — военачальник Александра Македонского, наварх диадохов Пердикки и Антигона.
Медий происходил из знатного фессалийского рода Алевадов. Участвовал в походах Александра Македонского. Медий вошёл в ближайший круг друзей македонского царя и стал главным организатором празднеств, завсегдатаем которых был Александр. После одного из организованных Медием пиров Александр заболел и умер. Это стало причиной появления слухов об отравлении македонского царя и участии Медия в заговоре.
После смерти Александра Медий был навархом у диадохов Пердикки и Антигона. На службе у Антигона Медий стал одним из его наиболее влиятельных военачальников и членом военного совета. Медий вошёл в историю не только как военачальник Александра, Пердикки и Антигона, но и как историк. Сочинения Медия о походах Александра и истории Армении не сохранились.

## Биография

### Происхождение. На службе у Александра Македонского
Медий родился в фессалийском городе Ларисса в семье Оксифемида. Предположительно он происходил из знатного правящего рода Алевадов. Его дед, также Медий был династом Лариссы, который воевал с Ликофроном Ферским. По одной из версий, принадлежность к династии Алевадов, которая оказывала помощь македонским царям, позволила Медию строить карьеру при дворе Аргеадов и сблизиться с Александром Македонским. Также у Медия был брат Гиппострат, чей сын Оксифемид стал одним из ближайших приближённых сына Антигона Одноглазого Деметрия Полиоркета.
Медий участвовал в походах Александра Македонского в Азии, предположительно, с самого первого дня. Впервые он упомянут в качестве одного из триерархов во время Индийского похода и переправки войска через Гидасп. Историк Р. Биллоуз предположил, что Медий был командиром фессалийской конницы в войске Александра с 334 по 330 годы до н. э. Также, историк считал, что статус гетайра Медий получил после 326 года до н. э. В. Хеккель назвал эту гипотезу неверной. Факт принадлежности Медия к фессалийской династии Алевадов предполагал, что он стал гетайром с самого начала службы у македонского царя по праву рождения, то есть не позднее 334 года до н. э.
После смерти Гефестиона Александр приблизил к себе Медия и предпочитал его общество всякому другому. Выходец из фессалийского аристократического рода стал третьим, после Неарха и Эвмена, греком в ближайшем окружении македонского царя. Медий был главным организатором празднеств, завсегдатаем которых стал Александр.
Александр смертельно заболел после очередной попойки у Медия. Это привело к появлению слухов, что Медий был одним из причастных к отравлению македонского царя. Арриан приводит мнение некоторых историков, не называя их по имени, что яд приготовил Аристотель, а подмешали в кубок Александру сын Антипатра Иолла со своим эрастом Медием. Юстин утверждал, что яд в Вавилон привёз сын Антипатра Кассандр, которого отец предупредил о том, что единственным кому он может доверять, является Медий. Именно Медий приготовил всё необходимое для пира, на котором предполагалось отравить Александра. Также Арриан и Юстин подчёркивали, что именно Медий уговорил Александра остаться на организованном им пире, когда царь захотел уйти. Плутарх писал, что согласно «Дневникам» о болезни Александра царь провёл один из своих последних дней, перед тем как у него началась лихорадка, с Медием в беседе и игре в кости.

### После смерти Александра Македонского
После смерти Александра Медий примкнул к новому регенту Македонской империи Пердикке. В качестве командира наёмников Медий под руководством стратега Аристона в 321/320 году до н. э. участвовал в военной экспедиции на Кипр. Поход оказался неудачным. После поражения и, возможно, пленения, либо после гибели Пердикки Медий перешёл на службу к Антигону. Он вошёл в состав наиболее влиятельных военачальников Антигона, стал членом его военного совета и в течение длительного времени был его главным флотоводцем.
В 313 году до н. э. Медий во главе флота Антигона напал на 36 кораблей Кассандра, которые плыли из Финикии в Карию. Медий не только разбил вражеский флот, но и захватил корабли вместе с экипажами. Также Медию вместе с Докимом удалось захватить Милет и изгнать оттуда Асандра. В следующем 312 году до н. э. Медий также руководил флотом Антигона, который вёл военные действия в Эгейском море. Войско Телесфора и флот Медия попытались снять осаду с эвбейского города Орей. Хоть им и удалось сжечь несколько кораблей правителя Македонии Кассандра, подкрепление со стороны афинян заставило Телесфора и Медия отступить.
В 312/311 году до н. э. по приказу Антигона Медий переправил войско Полемея в Грецию. Во время битвы при Саламине на Кипре 306 года до н. э. Медий руководил кораблями на левом крыле. Впоследствии он принял участие в неудачном походе войска Антигона в Египет. Плутарх передаёт вещий сон Медия, которого назвал другом Антигона, о том, что кампания завершится провалом. Возможно, в этой истории нашли отображение опасения Медия во время подготовки к походу.
На службе у Антигона Медий выполнял не только функции наварха, но и участвовал в дипломатических миссиях. Это находит отображение в данных эпиграфики, а именно надписи 303/302 года до н. э., согласно которой граждане Афин оказали почести Медию за попытку освобождения Греции. Также сохранилась надпись начала III века фессалийского города Гонны, в которой упомянут Медий. По мнению современных историков, Медий не покинул Деметрия после поражения его отца Антигона в битве при Ипсе 301 года до н. э., находился при его дворе, когда Деметрий занял македонский престол и был одним из его ближайших советников.
Согласно предположению современных историков, у Медия был брат Гиппострат, чей сын Оксифемид был одним из льстецов сына Антигона Деметрия.

## Сочинения
Согласно Страбону, Медий написал исторический труд о походах Александра, либо истории Армении (в соавторстве с Кирсилом Фарсальским). У историков нет данных относительно даты написания Медием исторического трактата, однако, по мнению Р. Биллоуза, это произошло в то время, когда он находился на службе у Антигона. Само сочинение не сохранилось, однако данное упоминание дало основание К. Мюллеру внести Медия в число греческих историков в сборнике «Scriptores rerum Alexandri Magni» 1846 года. Во втором издании «Die Fragmente der griechischen Historiker» под редакцией Ф. Якоби фрагменты с упоминаниями Медия помещены под номером 129.

## Оценки
Плутарх охарактеризовал Медия в качестве «начальника и запевалы хора льстьцев» при Александре Македонском. Согласно Плутарху, Медий утверждал, что «даже если тому, кто уязвлён и удастся залечить рану, шрам от клеветы всё равно останется». Возможно, таким образом Плутарх возлагал на Медия ответственность за противоречивые действия Александра — казнь Пармениона, Филоты и Каллисфена, собственное обожествление. В то же время Арриан назвал Медия самым верным из всех приближённых Александра в конце его жизни. По утверждению Ф. Шахермайра, Александр приблизил к себе Медия так как ценил его за естественное и непринуждённое поведение, увлечение литературой и острый ум.

### Исследования
- Шахермайр Ф. Александр Македонский. — Ростов-на-Дону: Феникс, 1997. — 576 с. — ISBN 5-85880-313-Х.
- Шифман И. Ш. Александр Македонский / ответственный редактор Э. Д. Фролов. — Л.: Наука, 1988. — ISBN 5-02-027233-7.
- Шофман А. С. Восточная политика Александра Македонского / Печатается по постановлению редакционно-издательского совета Казанского университета. Отв. редактор В. Д. Жигунин. — Казань: Издательство Казанского университета, 1976.
- Шофман А. С. Распад империи Александра Македонского / Печатается по постановлению редакционно-издательского совета Казанского университета. Отв. редактор В. Д. Жигунин. — Казань: Издательство Казанского университета, 1984.
- Bayliss A. J. A Decree Honouring Medeios of Larissa (англ.) // Zeitschrift für Papyrologie und Epigraphik. — Dr. Rudolf Habelt GmbH, 2002. — Vol. 140. — P. 89—92. — JSTOR 20191477.
- Berve H. 521. Μήδιος // Das Alexanderreich auf prosopographischer Grundlage (нем.). — München: C. H. Beck`sche Verlagsbuchhandlung, 1926. — Vol. 2. — P. 261—262.
- Billows R. Antigonos the One-eyed and the Creation of the Hellenistic State (англ.). — Berkeley; Los Angeles; London: University of California Press, 1997. — ISBN 0-520-06378-3.
- Geyer F.[англ.]. Medios 2 // Paulys Realencyclopädie der classischen Altertumswissenschaft :  [нем.] / Georg Wissowa. — Stuttgart : J. B. Metzler’sche Verlagsbuchhandlung, 1931. — Bd. XV, 1. — Kol. 103—104.
- Grant D. In Search of the Lost Testament of Alexander the Great (англ.). — Leicestershire: Troubadour Publishing Ltd, 2017. — ISBN 978-1785899-522.
- Heckel W. Who's Who in the Age of Alexander and his Successors. From Chaironea to Ipsos (338—301 BC) (англ.). — Barnsley: Greenhill Books, 2021. — 554 p. — ISBN 978-1-78438-648-1.
- Rose T. C. A historical commentary on Plutarch’s Life of Demetrius (англ.) / A thesis submitted in partial fulfillment of the requirements for the Doctor of Philosophy degree in Classics in the Graduate College of The University of Iowa Thesis Supervisor: Professor John F. Finamore. — Iowa City, Iowa: The University of Iowa, 2015. — doi:10.17077/etd.l3arbfzu.